# Béré (département)
Pour les articles homonymes, voir Bere.
Pour le village chef-lieu, voir Béré (Burkina Faso).
Béré est un département et une commune rurale de la province du Zoundwéogo, situé dans la région du Centre-Sud au Burkina Faso.

## Démographie
- En 2006, la commune rurale de Béré comptait 28 738 habitants[1].

- En 2019, la commune rurale de Béré comptait 33 489 habitants[2].

## Villages
Le département et la commune rurale se compose de vingt-et-un villages, dont le village chef-lieu homonyme (données de population consolidées issues du recensement général de 2006) :
- Béré (3 163 habitants), chef-lieu
- Bougoumbarga (701 habitants)
- Boularé (751 habitants)
- Boulghin (1 429 habitants)
- Bounomtoré (412 habitants)
- Douré (1 378 habitants)
- Goghin (812 habitants)
- Gonsé (889 habitants)
- Kondrin (1 578 habitants)
- Koulwoko (2 348 habitants)
- Luilli-Nobéré (1 955 habitants)
- Mandié (820 habitants)
- Mazoara (3 398 habitants)
- Nacombogo (729 habitants)
- Roambanka (2 234 habitants)]
- Sidtenga (980 habitants)
- Signonghin (572 habitants)
- Siguivoussé (950 habitants)
- Sondré (1 684 habitants)
- Yackin (692 habitants)
- Yorgo (1 263 habitants)